# Estación Choique
Choique es una estación ferroviaria ubicada en el paraje del mismo nombre, Partido de Tornquist, Provincia de Buenos Aires, Argentina.
Fue habilitada en el año 1915 por el Ferrocarril Buenos Aires al Pacífico para transporte de hacienda y granos.
Su nombre, que proviene de la lengua mapundungun y resulta Ñandú.

## Servicios
Es una estación del ramal perteneciente al Ferrocarril General Roca, desde la Estación Nueva Roma hasta la Estación Toay.
No presta servicios de pasajeros, ni de cargas.